# Liste der Backsteinbauwerke der Gotik im mittleren Donauraum
▶ Backsteinbauwerke der Gotik – Übersicht
– siehe auch frühmittelalterliche und romanische Backsteinbauten im mittleren Donauraum –
Die Liste der Backsteinbauwerke der Gotik im mittleren Donauraum ist Teil des Listen- und Kartenwerks Backsteinbauwerke der Gotik, in dem der gesamte europäische Bestand dieser Bauwerke möglichst vollständig aufgeführt ist.
Ungarn, die Slowakei und Kroatien wurden zusammengefasst, weil vom Untergang des Mährischen Reiches durch die Landnahme der Madjaren bis zum Ende des Ersten Weltkriegs die Slowakei ein Teil des Königreichs Ungarn war. Die stark von deutschen Kolonisten besiedelte Zips im Norden der Slowakei war von 1412 bis 1769 an Polen verpfändet, mit intensiven Kontakten dorthin. Kroatien war 1102–1526 in Personalunion mit Ungarn verbunden und ab 1527 wie dieses teils osmanisch beherrscht, teils habsburgisch. Die gotischen Backsteinbauten in Slowenien und Serbien stehen in Landesteilen, die im Mittelalter ebenfalls zum Königreich Ungarn gehörten.

## Ungarn
(Anzahl der Bauwerke: 7)
In der mittelalterlichen Bausubstanz Ungarns gibt es mehr verborgenes als sichtbares Ziegelmauerwerk. In den 145 Jahren der osmanischen Herrschaft wurden viele Kirchen zu Ruinen. Um 1700 wurden sie wiederhergestellt, mit Verputz, der vorher nicht unbedingt vorhanden gewesen sein muss. In Ruinen aus den Türkenkriegen und dem Zweiten Weltkrieg kann Backstein zutage liegen, obwohl diese Gebäude in intaktem Zustand verputzt waren.
Hintergrundinformation:
- MÜ = ungarische Denkmaldatenbank műemlékem.hu
- Bei einigen Gebäuden ist unter „(CC)“ die zugehörige Bildersammlung in Wikimedia Commons verlinkt.

| Ort                                                   | Bauwerk                                 | Bauzeit                                | Anmerkungen | Foto |
| ----------------------------------------------------- | --------------------------------------- | -------------------------------------- | --- | ---- |
| Árpás, Westufer der Raab                              | Kirche Szent Jakab apostol (CC) MÜ 3988 | 1251                                   | Prämonstratenser-Stiftskirche, allgemein romanisch mit wenigen gotischen Details, vor der letzten großen Renovierung verputzt |      |
| Budapest                                              | Turm der Maria-Magdalenen-Kirche MÜ 111 | um 1400                                | Schiff aus Stein gegen Ende des Zweiten Weltkriegs zerstört                                                                   |      |
| Szentes, Komitat Csongrád-Csanád, östl. d. unt. Theiß | Ecser Kirche (CC) MÜ 3547               |                                        | mit Vorbehalt: Ruine, vielleicht urspr. verputzt                                                                              |      |
| Egyházasdengeleg, Komitat Nógrád, östl. v. Esztergom  | St.-Imre-Kirche (CC) MÜ 6578            | Steinbau 11./12. Jh., Umbau im 14. Jh. | romanische Steinkirche, später in Backstein gotisch vergrößert                                                                |      |
| Nagygéc, Csengersima, Nordostecke Ungarns             | Reformierte Kirche (CC) MÜ 8217         | 13. Jh.                                | romanische Kirche mit gotischem Chor, mit Vorbehalt: zeitweise großenteils unverputzt, aber jetzt wieder verputzt             |      |
| Somogyvámos, Komitat Somogy südl. des Balaton         | Pusztakirche (CC) MÜ 8101               | 13. Jh.                                | mit Vorbehalt: Ruine einer urspr. verputzten Kirche                                                                           |      |
| Türje, Komitat Zala, westl. des Balaton               | Prämonstratenser- Stiftskirche MÜ 11023 | begonnen zw. 1230 u. 1240              | romanisch-gotischer Übergangsstil, restauriert um 1900, seit der jüngsten Renovierung sandfarben geschlämmt                   |      |

## Slowakei
(Anzahl der Bauwerke: 6)
Hintergrundinformationen: PÚ = Denkmaldatenbank Pamiatkový úrad Slovenskej republiky
| Ort                                           | Bauwerk                                                | Bauzeit | Anmerkungen | Foto |
| --------------------------------------------- | ------------------------------------------------------ | --- | --- | ---- |
| Bratislava                                    | Stadtmauer (CC)                                        | Backstein 13./14. Jh. | im 16. Jh. in Haustein verstärkt |      |
| Červený Kláštor am Dunajec (polnische Grenze) | Červený Kláštor                                        | 2. H. 14. Jh. | Gewölberippen (v. a. Kapitelsaal) und einige Simse an den Dachtraufen aus sichtbarem Backstein                                                                                        |      |
| Dražovce, zu Nitra                            | Kostol svätého Michala Archanjela (CC) (Michelskirche) | Türmchen Mitte 13. Jh. mit Spitzbögen auf einer romanischen (oder urspr. byzantinischen) Kirche aus Mitte 11. Jh., Türmchen und Oberteil der Apsis aus (teilw. verborgenem) Backstein | Türmchen Mitte 13. Jh. mit Spitzbögen auf einer romanischen (oder urspr. byzantinischen) Kirche aus Mitte 11. Jh., Türmchen und Oberteil der Apsis aus (teilw. verborgenem) Backstein |      |
| Trebišov                                      | Hrad Parič (Burg Parič) (CC)                           | 1327 | Wasserburg, Ruine |      |
| Trnava                                        | Bazilika sv. Mikuláša (Nikolaus-Dom) PÚ                | 1380–1421 | |      |
| Trnava                                        | Stadtmauer (CC)                                        | 13./14. Jh. | vorher Palisadenring |      |

## Slowenien
(Anzahl der Bauwerke: 1)
| Ort                             | Bauwerk                                 | Bauzeit   | Anmerkungen                                                                                               | Foto |
| ------------------------------- | --------------------------------------- | --------- | --- | ---- |
| Domanjševci, Šalovci, Prekmurje | Cerkev Sv. Martina (Martinskirche) (CC) | 1230–1240 | Kern romanisch, aber Obergeschoss mit heute vermauerten gotischen Fenstern, urspr. anscheinend geschlämmt |      |

## Kroatien
(Anzahl der Bauwerke: 5)
Hintergrundinformationen siehe Weblink
| Ort                   | Bauwerk                   | Bauzeit     | Anmerkungen                                                           | Foto            |
| --------------------- | ------------------------- | ----------- | --------------------------------------------------------------------- | --------------- |
| Čazma                 | Kirche Sv. Magdalena (CC) | ab 1232     | romanisch mit etwas Übergang zur Gotik; massive spätere Veränderungen |                 |
| Ilok                  | Burg (CC)                 | 15. Jh.     | geschlämmt; ehemalige Residenz                                        |                 |
| Šarengrad             | Burg (CC)                 | 15. Jh.     | heute Ruine; Backstein wohl urspr. überwiegend oder ganz verputzt     |                 |
| Lipovac, Gem. Nijemci | Kirche Sv. Luke           | 13./14. Jh. | ganz aus Backstein; spätere Veränderungen                             | Foto siehe Link |
| Tomaš, bei Bjelovar   | Kirche                    | 15. Jh.     | sichtbarer Backstein erwähnt, ohne genaue Lokalisation                |                 |

## Serbien

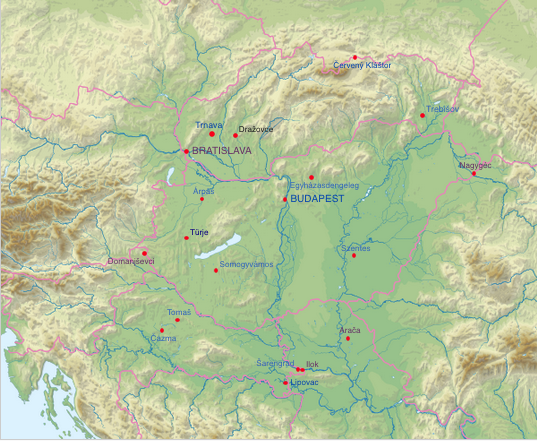
Screenshot der interaktiven Karte, natürlich mit Ortsnamen

(Anzahl der Bauwerke: 1)
| Ort                                              | Bauwerk            | Bauzeit                          | Anmerkungen                                                                           | Foto |
| ------------------------------------------------ | ------------------ | -------------------------------- | ------------------------------------------------------------------------------------- | ---- |
| Arača, Novo Miloševo, Gem. Novi Bečej, Vojvodina | Klosterkirche (CC) | Kern 12./13. Jh. gotisch 14. Jh. | gotischer Turm anscheinend geschlämmt; ungarische Benediktinerkirche, 1720 aufgegeben |      |